# 蒙布瓦耶
蒙布瓦耶（法語：Montboyer，法語發音：[mɔ̃bwaje]）是法国夏朗德省的一个市镇，属于昂古莱姆区。

## 地理
蒙布瓦耶（45°19'31"N, 0°4'29"E）面积26.79 平方千米，位于法国新阿基坦大区夏朗德省，该省份为法国西部内陆省份，北起德塞夫勒省和维埃纳省，东临上维埃纳省，东南至多尔多涅省，南至多爾多涅省，西接滨海夏朗德省。
与蒙布瓦耶接壤的市镇（或旧市镇、城区）包括：贝隆、布里苏沙莱、沙莱、库尔拉克、奥里瓦勒、圣洛朗德孔布、圣马夏尔、博尔、蒙莫罗。

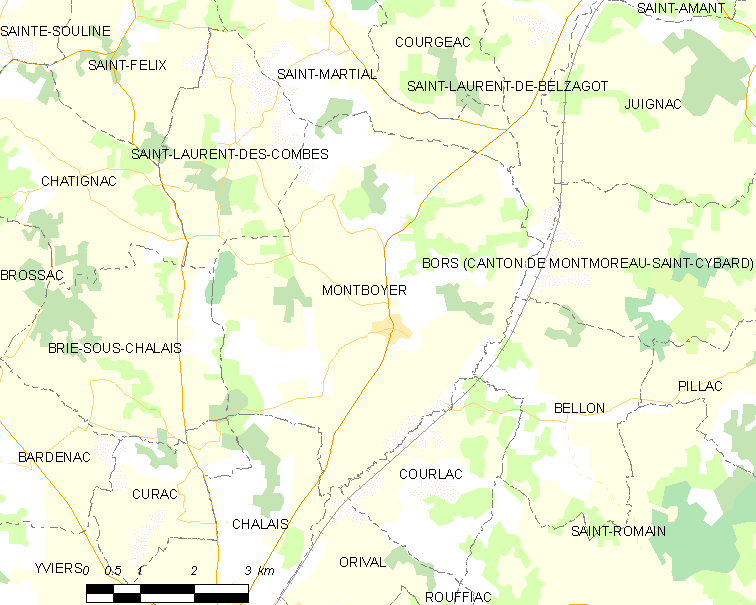
蒙布瓦耶的OSM定位图

蒙布瓦耶的时区为UTC+01:00、UTC+02:00（夏令时）。

## 行政
蒙布瓦耶的邮政编码为16620，INSEE市镇编码为16222。

## 政治
蒙布瓦耶所属的省级选区为蒂德-拉瓦莱特县。

## 人口

1962-2008年间蒙布瓦耶人口变化图示

蒙布瓦耶于2022年1月1日时的人口数量为329人。